# Coppa Placci 1924
La Coppa Placci 1924, seconda edizione della corsa, si svolse il 26 ottobre 1924 su un percorso di 220 km. La vittoria fu appannaggio dell'italiano Emilio Petiva, che completò il percorso in 7h34'00", precedendo i connazionali Enea Dal Fiume e Antonio Candini.

## Ordine d'arrivo (Top 10)
| Pos. | Corridore            | Squadra       | Tempo    |
| ---- | -------------------- | ------------- | -------- |
| 1    | Emilio Petiva        | -             | 7h34'00" |
| 2    | Enea Dal Fiume       | Jenis-Pirelli | a 18'00" |
| 3    | Antonio Candini      | -             | a 26'00" |
| 4    | Antonio Montevecchi  | -             | a 26'53" |
| 5    | Nello Ciaccheri      | Bianchi       | a 29'16" |
| 6    | Michele Gordini      | Ganna-Dunlop  | a 31'54" |
| 7    | Domenico Sangiorgi   | -             | s.t.     |
| 8    | Antonio Tecchio      | -             | s.t.     |
| 9    | Guido Messeri        | -             | a 35'54" |
| 10   | Domenico Caratozzolo | -             | s.t.     |